# Land- und Stadtgericht Fraustadt
Das Land- und Stadtgericht Fraustadt war von 1834 bis 1849 ein preußisches Land- und Stadtgericht mit Sitz in Fraustadt.

## Geschichte
Nach dem Ende der Franzosenzeit wurde die der französische Gerichtsorganisation entsprechende Gerichtsorganisation im Herzogtum Warschau 1815 zunächst von Preußen übernommen. Das Gericht zweiter Instanz Fraustadt wurde als Landgericht Fraustadt fortgeführt. 1834 wurde die Gerichtsorganisation geändert und einheitlich Land- und Stadtgerichte gebildet. In dem -nun verkleinerten- Sprengel des Oberlandesgerichtes Posen bestanden 20 dieser Gerichte, darunter das Land- und Stadtgericht Fraustadt.
Das Land- und Stadtgericht Fraustadt war für einen Teil des Kreises Fraustadt zuständig. Dazu gehörten die Städte Fraustadt mit 5541 Einwohnern (1838) und Schlichtingsheim mit 552 Einwohnern sowie 77 Dorfschaften mit 18.277 Einwohnern. Zusammen gab es damit 24.770 Gerichtseingesessene. 
Am Gericht waren ein Direktor, vier Richter, acht Subalterne und vier Unterbeamte beschäftigt. Es war damit ein Land- und Stadtgericht 1. Klasse. Diese wirkten bei wesentlichen Fällen als Kollegialorgan.
1849 wurden die Land- und Stadtgerichte aufgelöst und durch Kreisgerichte ersetzt. Damit entstand die Gerichtsdeputation Fraustadt des Kreisgerichts Lissa  im Sprengel des Appellationsgerichts Posen.